# Chronologie de l'invasion de l'Ukraine par la Russie (avril 2024)
Pour un article plus général, voir Invasion de l'Ukraine par la Russie.
Cet article fait partie de la chronologie de l'invasion de l'Ukraine par la Russie et présente une chronologie des événements clés de ce conflit durant le mois d'avril 2024.
Pour les événements précédents, voir Chronologie de l'invasion de l'Ukraine par la Russie (mars 2024).
Pour les événements suivants, voir Chronologie de l'invasion de l'Ukraine par la Russie (mai 2024).

## Chronologie des évènements

### 1eravril
Selon le chef des services de renseignement militaire ukrainiens, Kyrylo Boudanov, la voie de chemin de fer russe entre Rostov-sur-le-Don (sud-ouest de la Russie), Donetsk, Marioupol, et Berdiansk (oblast de Zaporijjia), est pratiquement achevée.
Le chef de l’administration militaire de l'oblast de Kyïv, le général Oleksandr Pavliouk, annonce que la capitale est désormais défendue par environ 1 000 kilomètres de fortifications, comprenant trois cercles de défense.
Un responsable de l'occupation russe dans l'est de l’Ukraine, Valeri Tchaïka, est tué lors de l'explosion d'une voiture piégée à Starobilsk,

### 2 avril
Roustam Minnikhanov, président de la république russe fédérée du Tatarstan, déclare que des sites de la zone économique spéciale (ru) à Ielabouga et Nijnekamsk ont été attaqués, par des véhicules aériens sans pilote, à 1 200 km de la frontière ukrainienne,,,.

Un avion Cessna a été transformé en drone pour l'attaque de la raffinerie russe,.
 
Les drones ont frappé une usine de fabrication de drones Shahed à Ielabouga et d'autres drones seraient tombés sur la raffinerie de pétrole Elaz-Nefteprodukt de Taneko à Nizhnekamsk,.
Le ministre de la Défense russe, Sergueï Choïgou, nomme le vice-amiral Sergueï Pintchouk au poste de commandant de la flotte de la mer Noire en remplacement du vice-amiral Viktor Nikolaïevitch Sokolov.
Le ministre ukrainien de la Transformation numérique, Mykhaïlo Fedorov, indique qu'un pont a été détruit dans le village d'Ivanivske, dans le district de Bakhmout par un véhicule terrestre sans pilote (UGV) Ratel S.

Bombe russe FAB-500 kg, non explosée larguée par avion, trouvée dans un champ de l'oblast de Donetsk en Ukraine.
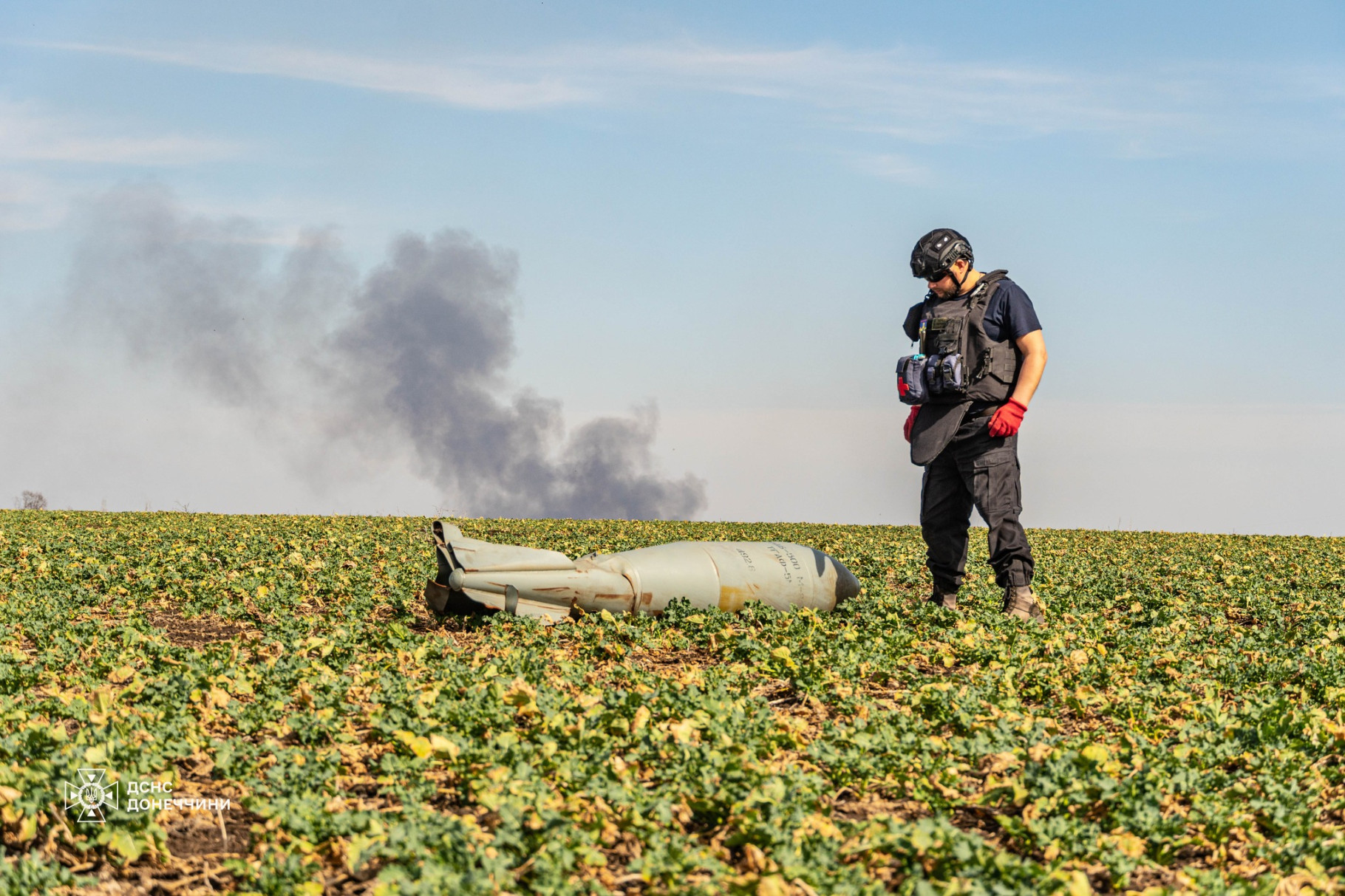
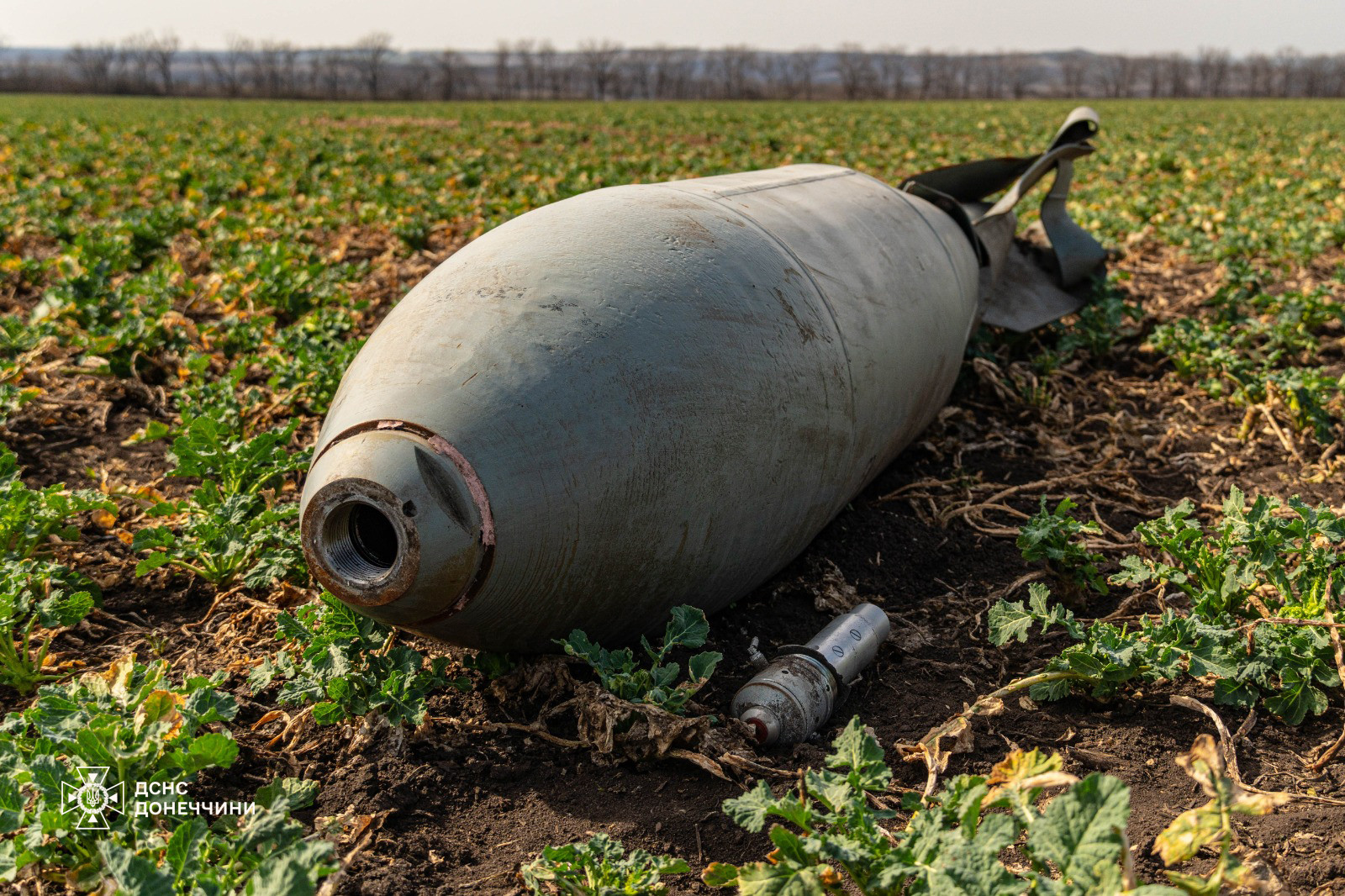

### 3 avril
Selon le Président, Volodymyr Zelensky, les forces russes auraient tiré plus de 400 missiles, 600 drones et 3 000 bombes guidées sur l'Ukraine au mois de mars 2024, il a aussi signé le décret abaissant la conscription à l'âge de vingt-cinq ans.
Les soldats des 63e, 60e, 21e brigades mécanisées et de la 95e brigade d'assaut aérien ont traqué et détruit le système de lance-flammes lourd TOS-1A « Solntsepyok »,, près du village de Ternivka (uk) situé à la frontière des oblasts de Louhansk et de Donetsk, avec des drones FPV. Un autre TOS-1A « Solntsepyok » a été détruit le 11 mars dernier par la 12e brigade Azov.
- TOS-1A « Solntsepyok »

### 4 avril

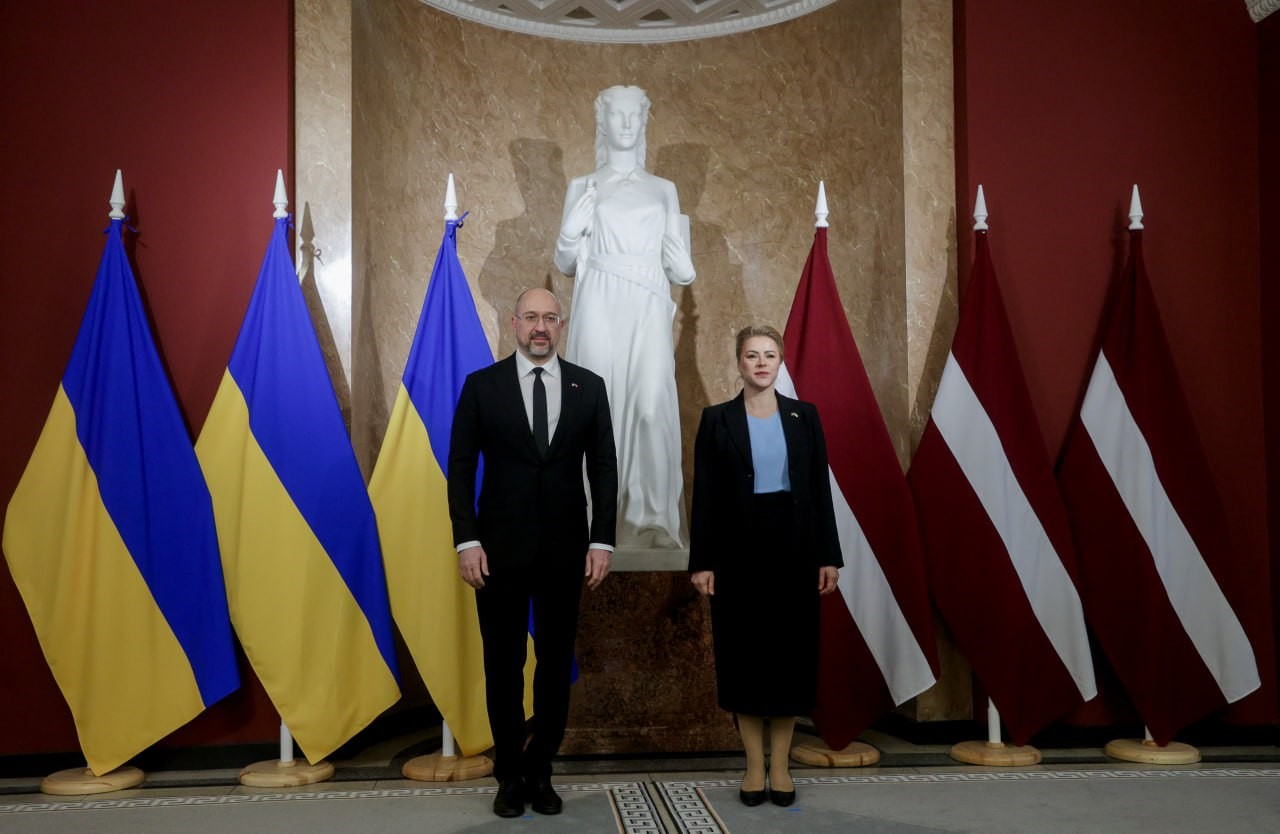
Le Premier ministre ukrainien Chmyhal rencontre Evika Siliņa Première ministre de Lettonie.

La Russie affirme avoir abattu 13 drones au-dessus des oblasts de Belgorod, de Koursk et de Toula.
Un tribunal ukrainien condamne un suspect de la frappe de missiles de la pizzeria à Kramatorsk le  27 juin 2023 à la prison à vie pour avoir aidé les forces russes dans l'attaque.

### 5 avril
Dans la nuit, l'Ukraine a été attaquée par des drones kamikazes Shahed depuis le cap Tchaouda, à l'est de la Crimée ; mais les Forces de défense aérienne ont réussi à détruire 13 drones. Deux missiles guidés antiaériens S-300/S-400 et trois missiles balistiques Iskander-M ont également été impliqués,
L'Ukraine a lancé 53 drones dans l'ouest de la Russie, dont neuf au-dessus des oblasts de Koursk, de Belgorod et de Saratov, ainsi que dans le kraï de Krasnodar. Dans l'oblast de Rostov, le gouverneur affirme que la base aérienne de Morozovsk, qui abrite le 559e régiment de bombardiers (559 BAP) de la 4e armée aérienne, avait été attaquée par 44 drones, endommageant une sous-station électrique. Des responsables des services de renseignement ukrainiens (SBU) ont déclaré au Kyiv Post avoir détruit « au moins six avions militaires russes », en avoir « considérablement endommagé huit autres » et tué 20 membres du personnel sur la base aérienne de Morozovsk. Des renseignements de source ouverte ont montré que 26 Su-34 et trois Su-35 se trouvaient sur la base avant l'attaque,,. Des drones ont également été signalés en train d'attaquer la base aérienne d'Engels, près de Saratov et de l'aéroport de Ieïsk, kraï de Krasnodar, sur la mer d'Azov, en Russie. Des sources russes affirment que toutes les attaques de drones avaient été déjouées,.
L'armée ukrainienne dément que les forces russes soient entrées dans les faubourgs de Tchassiv Iar
Le ministère de Défense russe annonce la prise de Vodyane dans le secteur d'Avdiïvka

### 6 avril
Le renseignement militaire ukrainien indique avoir fait exploser un oléoduc qui pompait des produits pétroliers du dépôt pétrolier local vers des pétroliers dans la zone portuaire du port maritime d'Azov, oblast de Rostov,.
Le Commandant en chef des Forces armées ukrainiennes, Oleksandr Syrskyi, indique que la situation est « particulièrement difficile dans les secteurs de Bakhmout, de Novoukrainka. Il s'agit de Novoukrainka dans le raïon de Volnovakha, oblast de Donetsk,  situé  dans la zone de la bataille de Vouhledar et d'Avdiïvka. Les combats les plus intenses se déroulent actuellement dans les régions de Pervomaïske (raïon de Pokrovsk) et de Vodyane, ainsi qu'à l’est de Tchassiv Iar, oblast de Donetsk, où l’ennemi tente de percer les défenses de nos troupes ».
La Lituanie livre des véhicules blindés de transport de troupes à chenilles M577 (en) à l'Ukraine.

### 7 avril
Selon l'ISW, les retards dans l'approvisionnement en armes de l'Occident obligent les autorités ukrainiennes à prendre des décisions difficiles sur les priorités au front. Les forces russes font des avancées confirmées dans la région d’Avdiivka dans le cadre de batailles de positions continues le long de toute la ligne de front. Les batailles de positions se poursuivent dans la région de Kreminna, au nord-ouest de Bakhmout, à la frontière des oblasts de Donetsk et de Zaporijjia, et près de Krynky, oblast de Kherson.
Oleh Kalachnikov, Le porte-parole d'une brigade ukrainienne combattant à Tchassiv Iar indique que « l'armée russe utilise l'infanterie avec le soutien de véhicules blindés de combat, appuyés par des avions d'assaut, et essaient de mener des actions '’assaut à la fois directement sur les localités de Bohdanivka (raïon de Bakhmout) et Ivanivske, qui entourent Tchassiv Iar et mènent également des actions offensives entre ces localités ».

### 8 avril
Des hackers ukrainiens ont lancé une cyberattaque contre un centre de données utilisé par l'armée, l'énergie et les télécommunications russes, qui a touché 10 000 entreprises, dont Gazprom et Lukoil,.
L'attaque sur l'aérodrome de Ieïsk sur la côte orientale de la mer d'Azov, dans le Sud-Ouest de la Russie aurait endommagé sept avions :  quatre chasseurs Su-30SM, deux avions de transport militaire et un hydravion BE-200,.

### 9 avril
Le conglomérat allemand Rheinmetall annonce l'envoi de 20 VCI Marder supplémentaires pour l'Ukraine.
L'armée russe a largué accidentellement une bombe FAB-1500, de 1 500 kg, sur une épicerie dans la ville occupée de Ienakiieve située dans l'oblast occupé de Donetsk. Selon le média d'information russe Astra, il s'agit « du 21e cas ces trois dernières semaines ».
Le service du renseignement ukrainien (GUR) affirme avoir attaqué la corvette lance-missiles Classe Bouïan russe « Serpoukhov (ru) » en mer Baltique, dans la base navale de Baltiïsk dans la région de Kaliningrad, à l'aide de drones navals,,. Il a été rapporté qu'un incendie s'est déclaré à l'intérieur du navire, que ses installations de communication et d’automatisation ont été complètement détruites, et qu'il faudra vraisemblablement beaucoup de temps pour restaurer la capacité de combat du « Serpoukhov »,,.

La corvette lance-missiles Serpoukhov
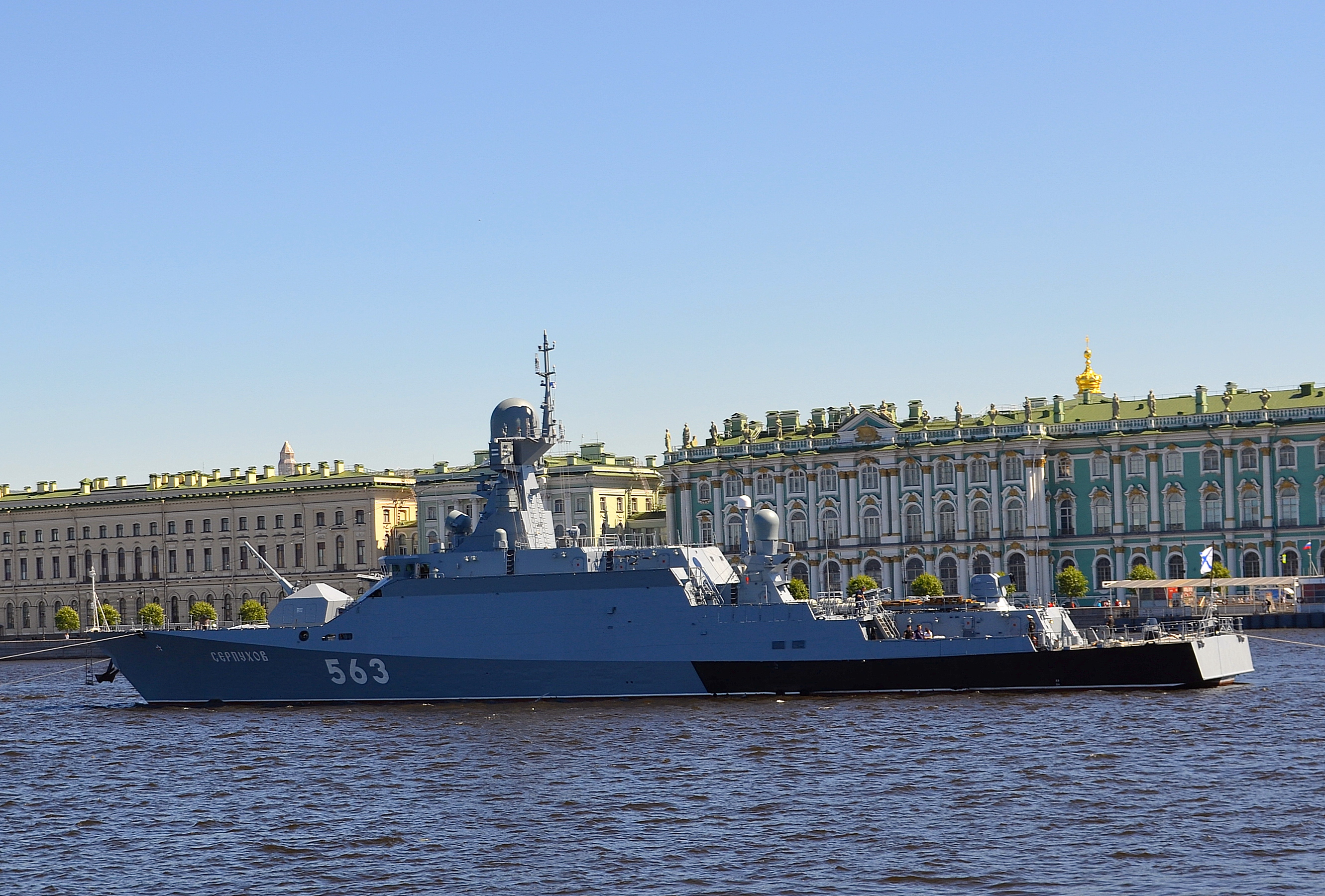
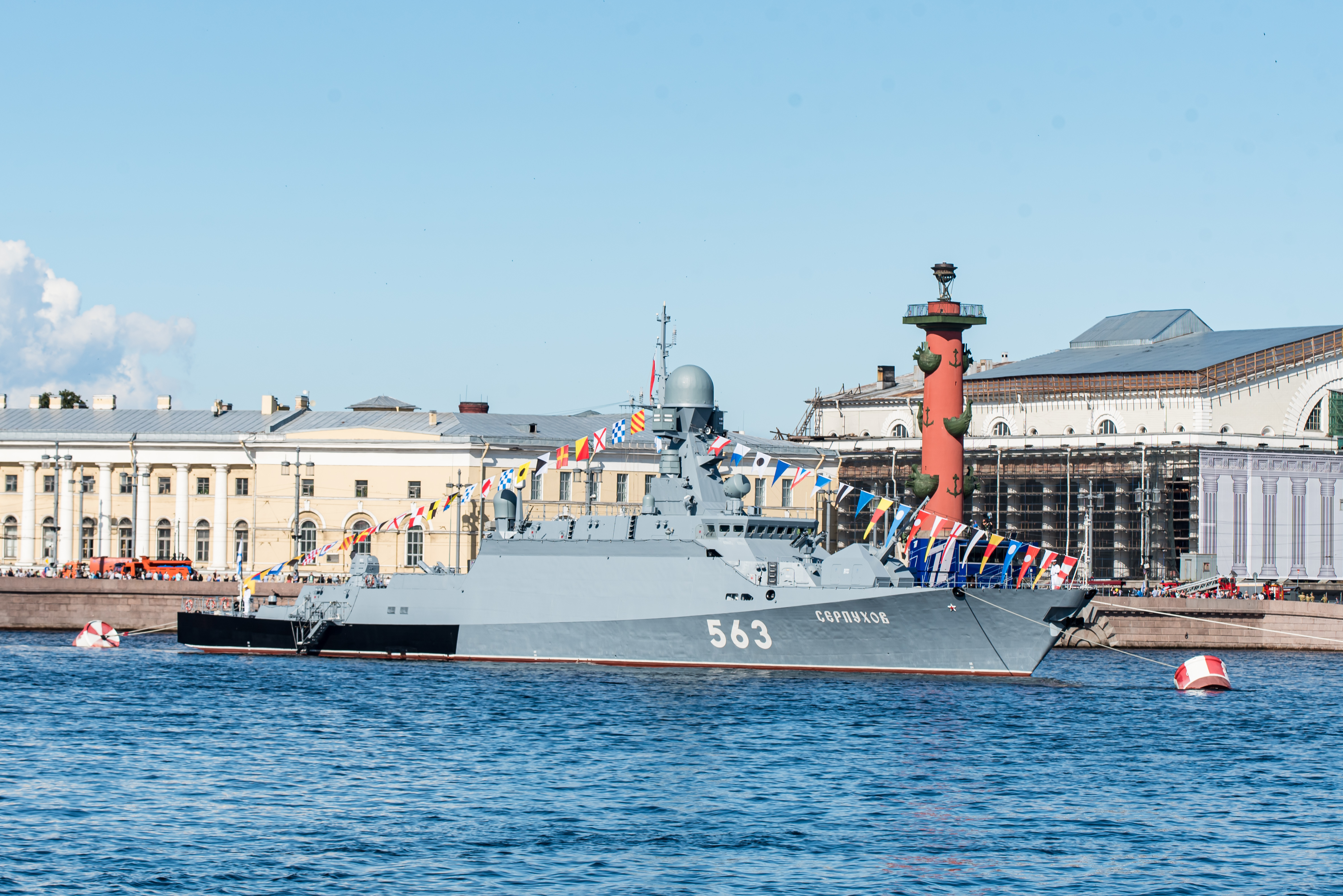

- La corvette lance-missiles Serpoukhov (ru)

### 10 avril
Entre le 2 et le 10 avril 2024, l'armée de drones ukrainienne aurait touché 30 chars russes, 86 véhicules blindés de combat et près de 100 canons. Parmi elle, la nouvelle munition rôdeuse RAM X, une version améliorée de la munition rôdeuse RAM II, ferait d'importants dégâts.
Oblast de Donetsk, selon l'ISW, les forces russes ont récemment occupé Ivanivske, une localité située à l’est de Chasiv Yar, et ont avancé près d'Avdiivka. L'utilisation efficace de drones par l'armée ukrainienne sur le champ de bataille ne peut pas résoudre complètement le problème des pénuries de munitions sur l'ensemble du front.

### 11 avril
La Russie a lancé une attaque aérienne massive sur les villes et les infrastructures énergétiques à travers l’Ukraine, tuant quatre personnes à Mykolaïv et détruisant la centrale thermique de Tripilska, dans l'oblast de Kyïv avec des missiles de croisière Kh-69. Les infrastructures énergétiques ont également été ciblées dans les oblasts de Lviv, de Zaporijjia, d'Odessa et de Kharkiv,. Une centrale thermique a été bombardée à Soumy, oblast de Soumy.
Le général ukrainien Iouriy Sodol affirme que « les troupes russes sont de sept à dix fois plus nombreuses que les forces ukrainiennes dans les régions orientales ».
Selon le journal Politico Europe, « les importations de gaz naturel liquéfié en provenance de Russie ont plus augmenté en France que dans tous les autres États membres de l'Union européenne (UE) au cours du premier trimestre. Au total, Paris a réglé à Moscou une facture de plus de 600 millions d'euros pour ses approvisionnements en gaz depuis le début de l'année 2024 ».

### 12 avril
Dix sept drones Shahed ont été tirés depuis le cap Tchaouda, à l'est de la péninsule de Crimée sur la mer Noire, vers l'Ukraine et seize ont été interceptés.
Le Royaume-Uni envisage la possibilité d'envoyer des prototypes du laser de combat DragonFire en Ukraine,,,.

### 13 avril
Après des mois d'affrontements, DeepStateMap.Live indique que les forces russes ont conquis Bohdanivka, dans le raïon de Bakhmout, dans l'oblast de Donetsk.
Des missiles SCALP-EG ont frappé des usines à Louhansk, située dans le Donbass, près de la frontière orientale russe, information confirmée par Leonid Passetchnik.

### 14 avril
L'Allemagne va livrer un troisième système de défense Patriot à l'Ukraine.
Le Commandant en chef des forces armées ukrainiennes, le général Oleksandr Syrskyi, déclare que le commandement militaire russe s'est fixé pour objectif d'occuper Tchassiv Iar d'ici le 9 mai 2024, date anniversaire du Jour de la Victoire dans la Grande Guerre patriotique. Il indique que les troupes ukrainiennes défendant la ville de Tchassiv Iar, ont reçu des armements supplémentaires afin de mieux bloquer la poussée de l'armée russe et que « des mesures ont été prises afin de renforcer de façon significative les brigades avec des munitions, des drones et des équipements de guerre électroniques »,.

### 15 avril
Le groupe de partisans « Atesh » rapporte qu'une attaque par missile a touché un poste de commandement avec des personnels de haut rang de la 810e brigade d'infanterie navale de la Garde en sa Base navale de Sébastopol,.
Un ensemble de drones ont été promis pour cette année par le Canada. Il commencera le transfert de 450 systèmes aériens sans pilote polyvalents Aeryon SkyRanger ;  les Pays-Bas donneront un lot de drones Heidrun RQ-35 (uk), et l'Allemagne remettra des drones de reconnaissance VECTOR 211.

### 16 avril
Les media The Kyiv Independent et Ukrayinska Pravda affirment qu'un radar à longue portée Nebo-U installé dans l'oblast de Briansk a été touché par sept drones kamikazes,. Le système Nebo-U, d'une valeur de 100 millions de dollars est capable de surveiller le ciel à 700 kilomètres de profondeur dans l'Ukraine, ce qui a aidé les troupes russes à détecter les armes ukrainiennes et à soutenir les avions de combat larguant des bombes aériennes guidées,,.
L'Ukraine annonce qu'elle teste un sous-marin sans pilote, appelé « Kronos », qui peut être équipé d'une ogive, de fonctions furtives et de capteurs, pouvant transporter jusqu'à 10 plongeurs, six torpilles ou missiles et avec une endurance de 54 heures/1000 km, avec une vitesse allant jusqu'à 50 km/h sous l'eau.

### 17 avril
Le GUR revendique une attaque contre la Base aérienne de Djankoï, située au nord de la Crimée occupée, qui aurait détruit ou gravement endommagé quatre lanceurs de systèmes S-400, des équipements radar et un centre de contrôle de défense antiaérienne. Cela fit une trentaine de soldats tués et vingt-cinq blessés, par l'usage de la version longue portée du MGM-140 ATACMS.
Dix-huit personnes ont été tuées à Tchernihiv, au nord de Kyïv, par des frappes de missiles russes,.
Le service russe de la BBC et le média russe en exil Mediazona affirment, avoir identifié plus de 50 000 soldats russes tués depuis le début de l'invasion de l'Ukraine en février 2022.
Les médias ukrainiens rapportent que les services de renseignement ukrainiens ont frappé un système radar radioélectrique autonome de l'unité militaire 84 680 située à Kovylkino en Mordovie et une usine produisant des bombardiers Tu-22M et Tu-160M au Tatarstan à l'aide de drones. Le radar capable de surveiller l'espace aérien jusqu'à 100 kilomètres d'altitude et d'une portée de 3 000 kilomètres est un conteneur (29B6), un radar transhorizon permettant la surveillance de l'espace aérien à longue distance et la détection des missiles balistiques,,.

### 18 avril
La Russie affirme avoir abattu cinq ballons ukrainiens équipés d'un module GPS et transportant des explosifs au-dessus des oblasts de Belgorod et de Voronej

### 19 avril
L'Ukraine affirme avoir abattu un Tu-22M3 au dessus de la Russie, la Russie évoque un mort et un problème technique,. Des frappes russes font huit morts dont deux enfants sur la ville de Dnipro vingt-deux missiles et quatorze drones avaient été envoyés de nuit, vingt-neuf engins ayant été interceptés.
L'Ukraine affirme que la force blindée du groupement sud des forces russes avait diminué « de manière significative » à 650 chars, y compris ceux endommagés ou autrement désactivés, et que le nombre total de VCBI déployés n'était « pas plus » de 1 850 véhicules.

### 20 avril
Par 311 voix contre 112 la Chambre des représentants des États-Unis adopte le plan d'aide de 60,8 milliards de dollars à l'Ukraine qui aurait dû être débloqué en 2023,
Les forces ukrainiennes revendiquent les frappes sur des infrastructures énergétiques russes, des incendies s'étant déclarés dans trois sous-stations électriques dans les oblasts de Smolensk, de Kalouga et de Briansk. Un réservoir de stockage de carburant appartenant à Lukoil a été incendié dans l'oblast de Smolensk par la chute de débris de drones. Le ministère russe de la Défense affirme avoir abattu une cinquantaine de drones au-dessus desdits oblasts ainsi que dans les oblasts de Riazan, de Toula, de Moscou, de Koursk et de Belgorod,,,.

### 21 avril
La Russie revendique la prise de Bohdanivka, située entre Bakhmout et Tchassiv Iar, où son armée est à l'offensive face à des troupes ukrainiennes en manque de munitions.
La Marine ukrainienne déclare qu'elle a frappé un navire à Sébastopol occupée et confirmé qu’il s'agissait du Kommouna, un navire de sauvetage,.

Le Kommouna
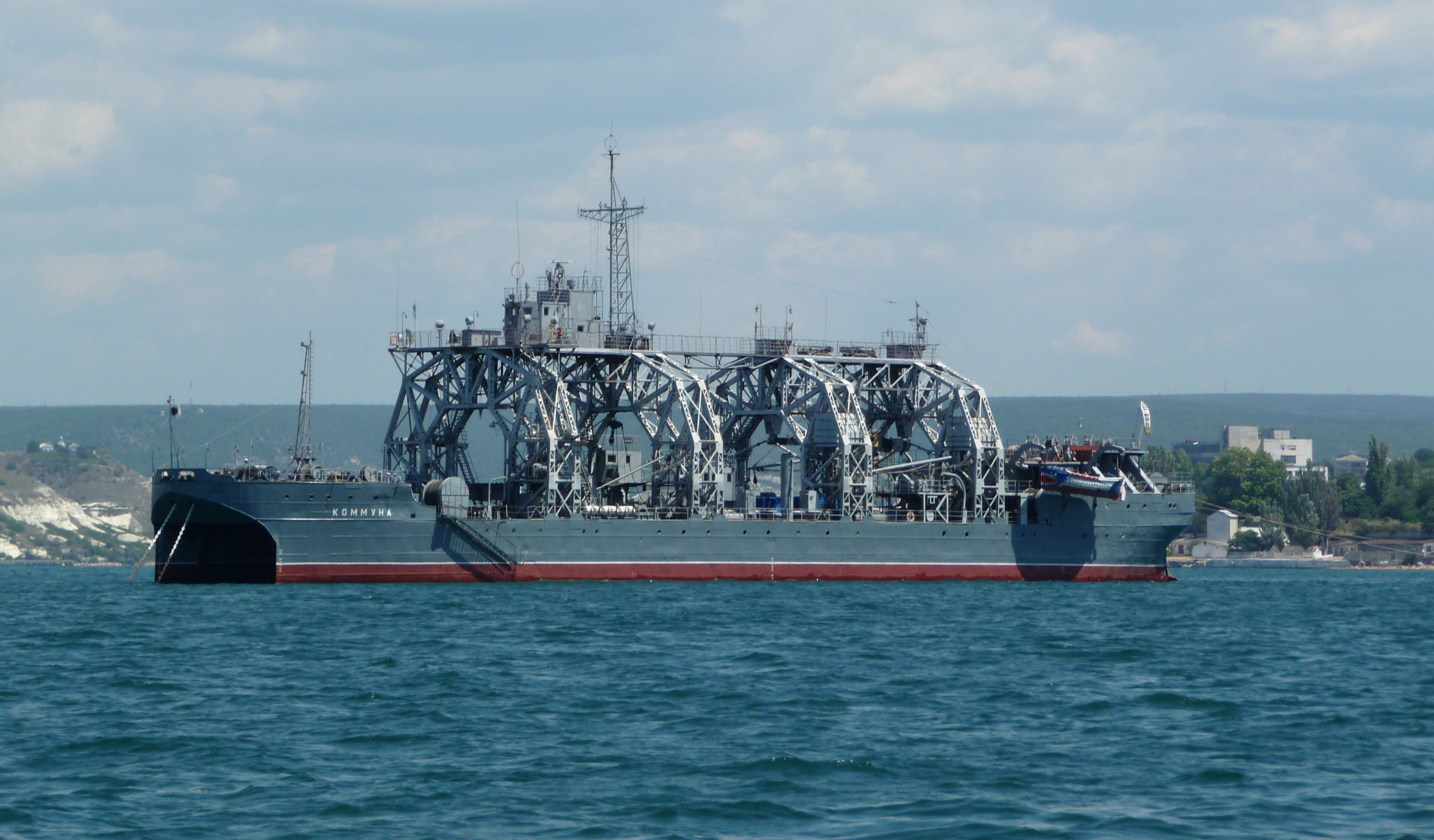

### 22 avril
La Russie affirme s'être emparée du village de Novomykhailivka, dans l'oblast de Donetsk, à 20 kilomètres de Vuhledar et de nouveaux territoires gagnés autour de la ville stratégique de Chasiv Yar,.
La moitié supérieure de la tour de télévision de Kharkiv a été détruite par un missile X-59 russe,,,. Dans la ville d'Odessa, plusieurs immeubles ont été touchés faisant sept blessés dont quatre enfants.

La tour de télévision de Kharkiv
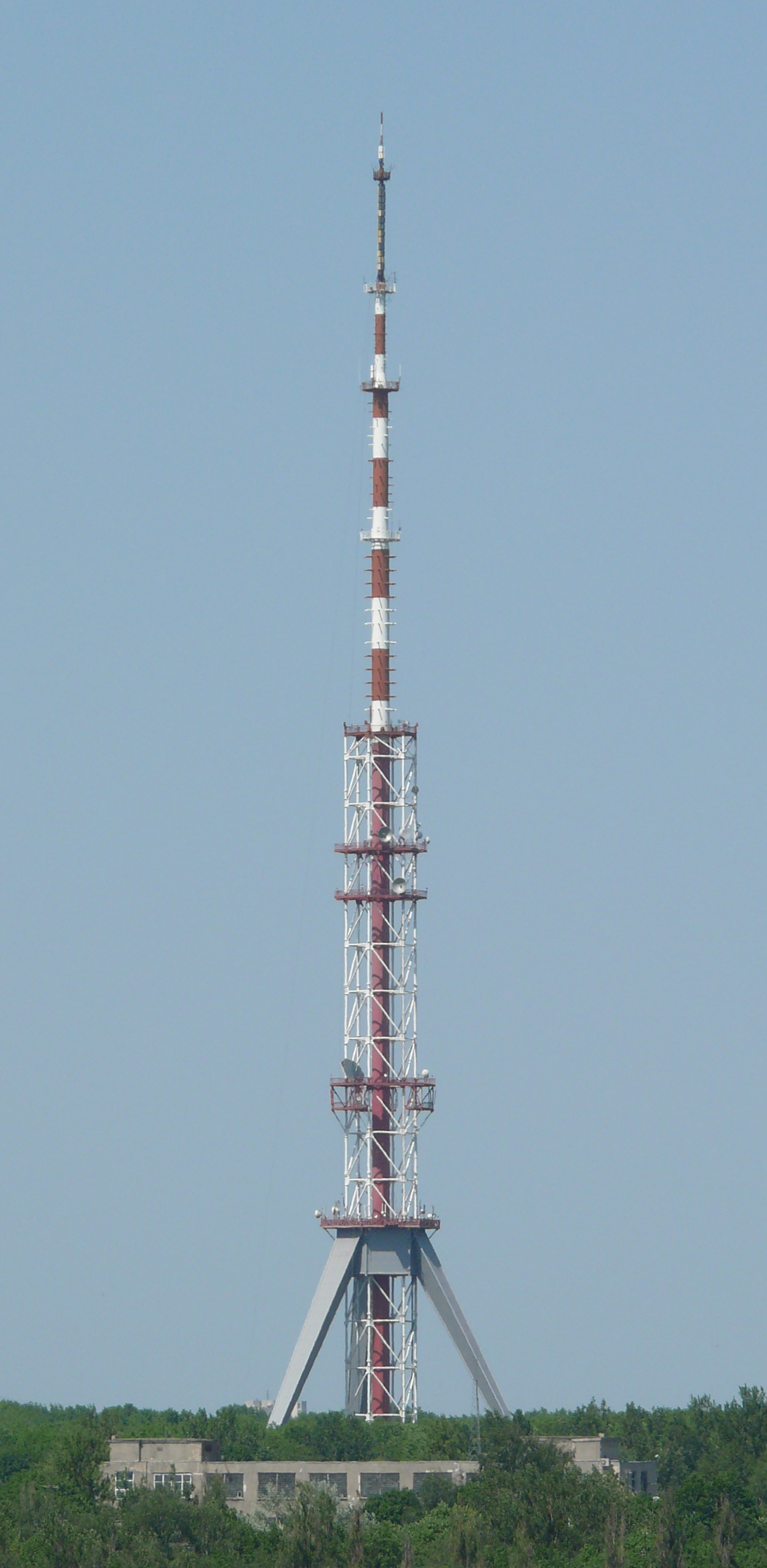
Avant l'attaque
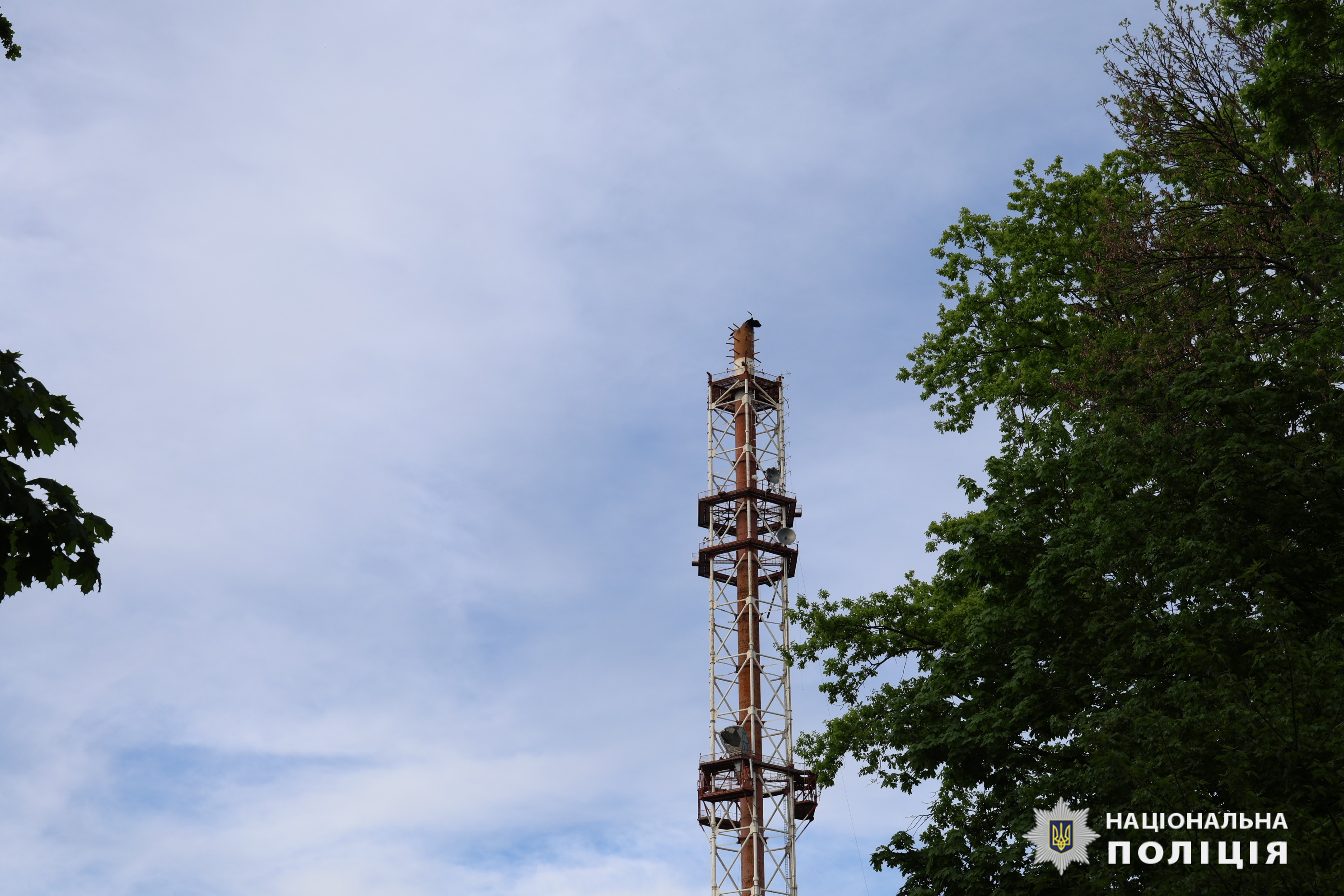
Après l'attaque
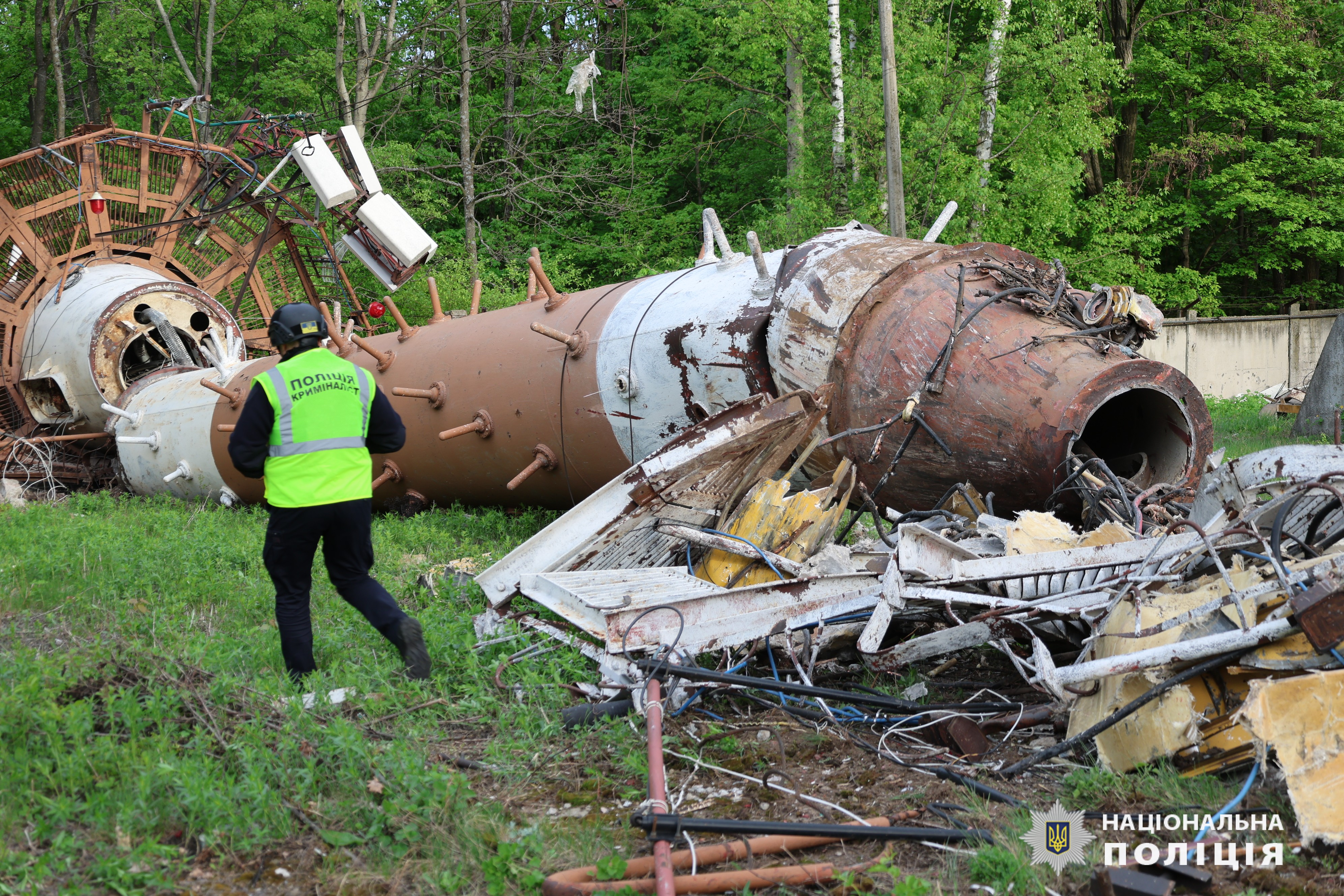
Après l'attaque

### 23 avril
Les autorités moldaves ont confisqué plus d'un million de dollars à des politiciens moldaves de l'opposition liés au Kremlin à l'aéroport de Chisinau.
| Pertes au 23 avril 2024   | Pertes au 23 avril 2024                                | Pertes au 23 avril 2024   |
| Russie et alliés (15 427) | Équipements                                            | Ukraine et alliés (5 568) |
| ------------------------- | ------------------------------------------------------ | ------------------------- |
| 2 922                     | Chars                                                  | 794                       |
| 1 298                     | Véhicules blindés de combat                            | 365                       |
| 3 855                     | Véhicules de combat d'infanterie                       | 897                       |
| 422                       | Véhicules blindés de transport de troupes              | 439                       |
| 54                        | Véhicules blindés de haute protection contre les mines | 200                       |
| 276                       | Véhicules de transport de troupes                      | 435                       |
| 276                       | Postes de commandement et postes de communication      | 18                        |
| 459                       | Véhicules et équipements du génie                      | 154                       |
| 3                         | Véhicules terrestres sans pilote                       | 0                         |
| 43                        | Systèmes de missiles antichars automoteurs             | 18                        |
| 117                       | Véhicules et équipements de soutien d'artillerie       | 26                        |
| 358                       | Artillerie tractée                                     | 198                       |
| 718                       | Artillerie automotrice                                 | 325                       |
| 368                       | Lance-roquettes multiples                              | 62                        |
| 49                        | Canons antiaériens                                     | 4                         |
| 26                        | Canons antiaériens automoteurs                         | 16                        |
| 226                       | Systèmes de missiles sol-air                           | 146                       |
| 64                        | Radars et équipements de communication                 | 105                       |
| 79                        | Moyens de brouillage radar                             | 7                         |
| 109                       | Aéronefs                                               | 85                        |
| 136                       | Hélicoptères                                           | 44                        |
| 14                        | Drones de combat                                       | 27                        |
| 346                       | Drones de reconnaissance                               | 300                       |
| 6                         | Trains logistiques                                     | -                         |
| 3 221                     | Camions, autres véhicules dont tout-terrain            | 865                       |
| 23                        | Navires de guerre                                      | 38,                       |

### 24 avril
Le vice-ministre de la Défense de la fédération de Russie, Timour Ivanov, est arrêté par le comité d'enquête de la fédération de Russie pour avoir accepté un pot-de-vin d'une ampleur particulière (article 290 du Code pénal russe) et placé en état d'arrestation,.
Le gouverneur (ru) de l'oblast de Smolensk, Russie, Vassili Anokhine (ru) indique que des drones ukrainiens ont frappé deux dépôts pétroliers qui stockaient 26 000 mètres cubes de carburant,,.
Un drone a également frappé l'usine métallurgique de Novolipetsk située dans l'oblast de Lipetsk sans qu'on ne connaisse les dommages causés, tandis qu’une raffinerie de pétrole a également été frappée dans l'oblast de Voronej, provoquant un incendie.

L'usine sidérurgique de Novolipetsk
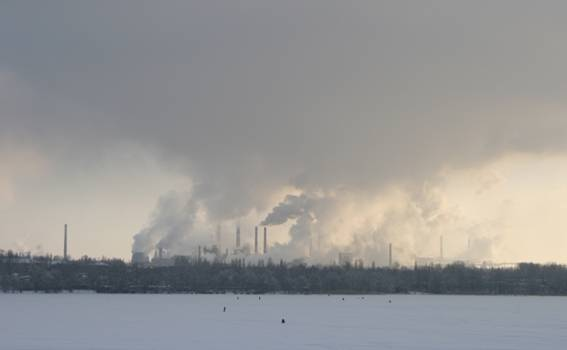

### 25 avril
Le lieutenant général américain James Mingus (en), déclare que les États-Unis « vont pouvoir tripler leur production mensuelle d'obus de 155 mm et atteindre 100 000 obus d'ici l'été prochain ».
Un accord a été trouvé à Doha, Qatar, pour échanger quarante neuf enfants qui retourneront dans leur pays seize avaient déjà pu rentrer en Ukraine.

### 26 avril
Les médias ukrainiens rapportent que le HUR a mené une opération qui a détruit un hélicoptère russe Ka-32 à l'aéroport de Moscou-Ostafiévo, à Moscou,, et qu'une cyberattaque a ciblé le parti Russie unie.
Les assauts des forces armées de Russie sont à l'arrêt devant Tchassiv Iar, elles se regroupent au sud de Bakhmout, des contre-attaques locales des forces armées ukrainiennes se font au sud d'Ivanivske, oblast de Donetsk.
Selon les services de renseignement britanniques « Les forces terrestres russes ont créé un saillant étroit en territoire ukrainien pour entrer dans la localité d'Otcheretyne, située à environ 15 kilomètres au nord du centre d'Avdiïvka », 
oblast de Donetsk.
Le ministère de la Défense russe, déclare Qu'« un train avec des armements occidentaux et des équipements militaires a été touché près de la localité d'Oudatchne » (oblast de Donetsk).
L'Ukraine retire les chars M1A1 Abrams fournis par les États-Unis des lignes de front en raison des menaces de drones kamikazes russes. Cinq des 31 chars ont déjà été perdus lors d’attaques,.

### 27 avril
Dans le kraï de Krasnodar, en Russie, le service de sécurité d'Ukraine (SBU), indique avoir lancé une série de frappes de drones visant à endommager l’industrie pétrolière russe et que ceux-ci ont frappé deux raffineries de pétrole à Ilski et Slaviansk-na-Koubani ainsi que la base aérienne de Kouchtchiovskaïa,,.

### 28 avril
Oleksandr Syrskyi, le Commandant en chef des forces armées ukrainiennes, affirme que la situation sur le front "s'est détériorée", pointant du doigt le fait que la Russie "attaque activement tout le long de la ligne de front [et] remporte des succès tactiques dans certains secteurs.". Il indique également que les troupes ukrainiennes se sont retirées à l'ouest des villages de Berdytchi, Semenivka (raïon de Pokrovsk) et Novomykhaïlivka dans l'oblast de Donetsk,.
La chaîne Telegram russe Baza rapporte qu'un drone ukrainien « a entraîné l'explosion d'un réservoir d'essence d'un volume de près de 700 mètres cubes dans un dépôt pétrolier, situé à Lioudinovo ».
Moscou revendique la capture de Novobakhmoutivka (uk) un village dans l'oblast de Donetsk situé au nord-ouest d'Avdiïvka,.
Le Commandant en chef des forces armées ukrainiennes, Oleksandr Syrskyi, affirme que ses troupes ont pris le contrôle de l'île de Nestryha, située à l'embouchure du Dnipro (46°32′N 32°23′E - (Lat 46.533- Lon 32.3833) et avancent près du village de Veletenske (Велетенське) dans la communauté territoriale de Bilozerka (uk),,. Cette île permet à l'Ukraine de mieux contrôler les voies navigables utilisées par les forces ukrainiennes et russes, et devrait soulager la pression sur Krinky. En réponse, les troupes russes ont largué 11 bombes guidées sur la rive droite du Dnipro, région de Kherson.

### 29 avril
La Russie revendique la prise du village de Semenivka (raïon de Pokrovsk), oblast de Donetsk.
L'Ukraine affirme que la Russie tente de prendre le plus de territoire possible avant le 9 mai, jour de la victoire en Russie, commémorant la capitulation de l'Allemagne nazie.
La Russie a attaqué Odessa avec un missile Iskander équipé d'une tête à sous-munitions attaque ayant fait au moins deux morts et huit blessés,,.
Deux espions russes « clandestins » de l'unité 29155, Elena et Nikolai Saposnikov, naturalisés tchèques, installés depuis une quinzaine d'années, Villa Elena, à Frama en Chalcidique, en Grèce, sont démasqués par les services de renseignements tchèques,,,,.
Le HUR affirme qu'environ 18 000 soldats russes auraient déserté le district militaire sud, dont 2 000 soldats contractuels et 10 000 soldats mobilisés.

### 30 avril
Les Forces armées ukrainiennes ont frappé avec des missiles ATACMS l'aérodrome militaire de Djankoï, au nord de la Crimée occupée, où un régiment d'hélicoptères de l'armée russe est stationné. À la suite de l'attaque, cinq soldats auraient été blessés. En outre, des missiles ont attaqué trois unités militaires de défense aérienne – dans le village de Donske (il y a des soldats blessés, le nombre est inconnu), ainsi que dans les raïons de Saky et de Tchornomorsk (dans ce dernier cas, quatre soldats auraient été blessés),.
Selon le gouverneur (uk) de l'oblast de Kharkiv, Oleh Syniehoubov « 20 000 soldats russes se trouveraient au nord de Kharkiv, avec l'ambition d’atteindre par la suite Koupiansk et Lyman », oblast de Donetsk, ensuite.
Kyïv démonte un monument soviétique célébrant « l'amitié des peuples ukrainien et russe ».
Déploiement d'un nouveau système Skyshield, d'un IRIS-T SLM, et d'un système  système TRML-4D en Ukraine.

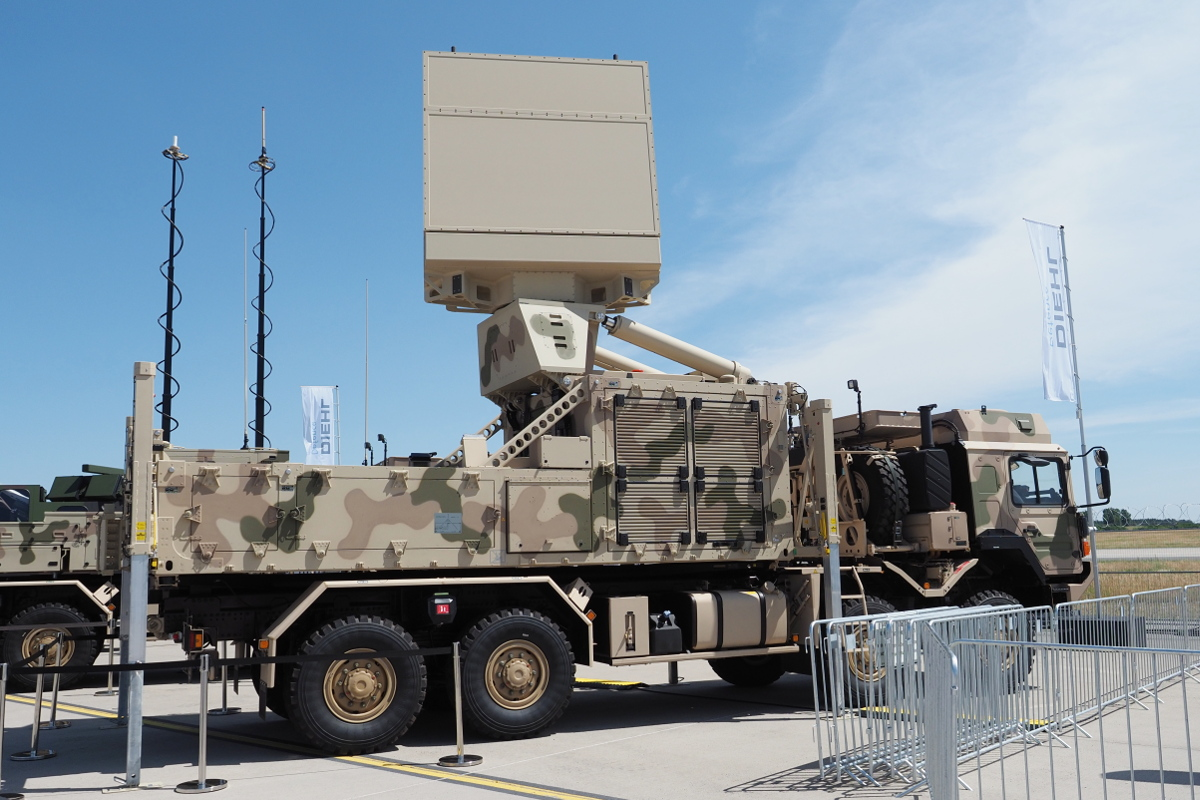
Un système TRML-4D

### Mai 2024
Pour les événements suivants, voir Chronologie de l'invasion de l'Ukraine par la Russie (mai 2024).